# ایشیا
ایشیا یک منطقهٔ مسکونی در لبنان است که در استان جنوبی لبنان واقع شده‌است.